# كارمين كاربونيل
كارمين كاربونيل (بالإسبانية: Carmen Carbonell)‏ هي ممثلة إسبانية، ولدت في 19 مارس 1900 في برشلونة في إسبانيا، وتوفي بنفس المكان في 27 نوفمبر 1988.

## وصلات خارجية
- كارمين كاربونيل على موقع IMDb (الإنجليزية)
- كارمين كاربونيل على موقع ألو سيني (الفرنسية)
- كارمين كاربونيل على موقع قاعدة بيانات الفيلم (الإنجليزية)
- كارمين كاربونيل على موقع كينوبويسك (الروسية)